# Kápolnásfalu

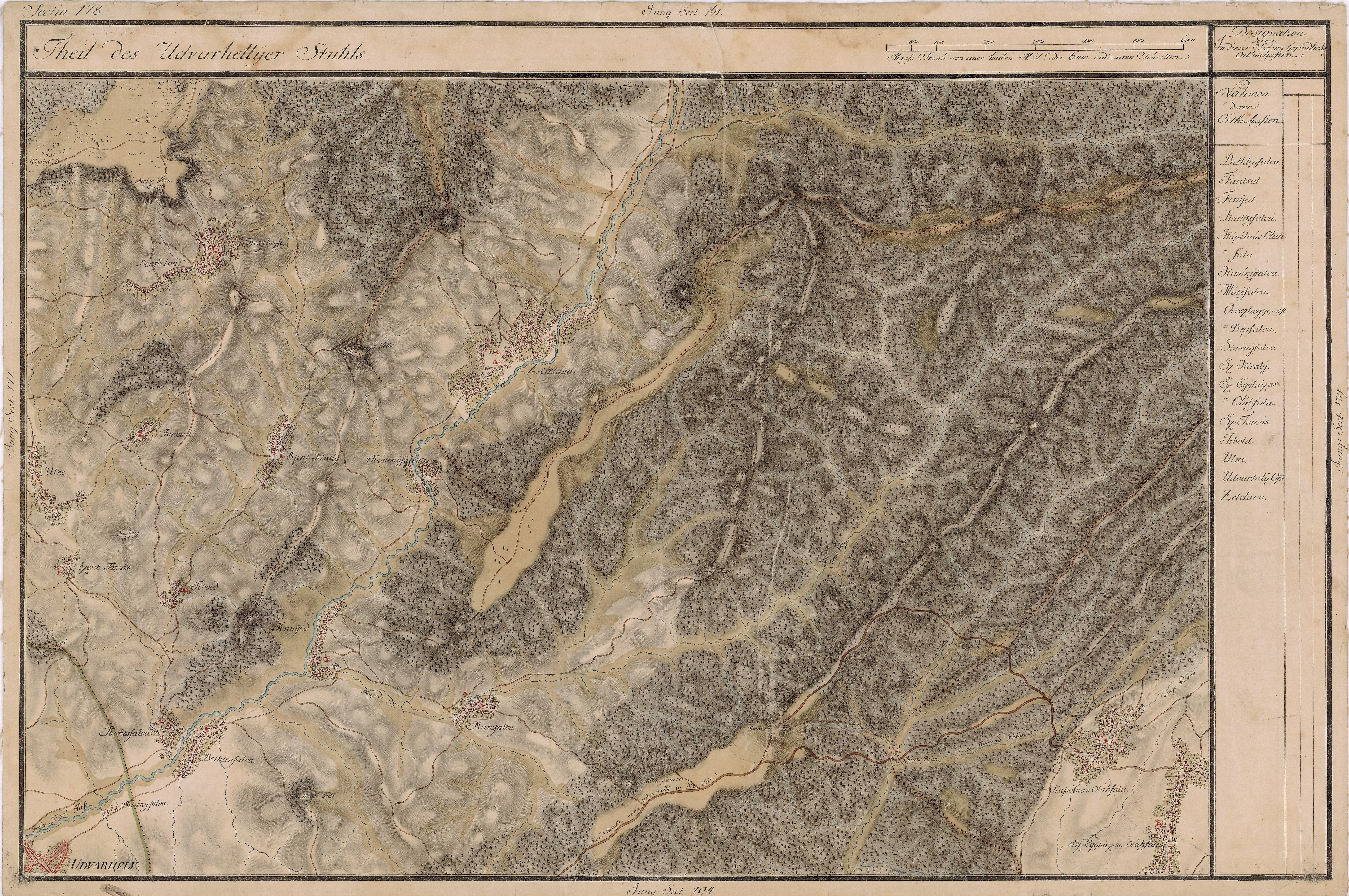
Kápolnásfalu környéke 1764 és 1785 között

Kápolnásfalu (1899-ig Kápolnás-Oláhfalu, románul: Căpâlnița) falu Romániában, Hargita megyében.

## Fekvése
Kápolnásfalu a Központi-Hargita hegység délnyugati előterében, a Nagy-Homoród és Kis-Homoród folyók vízválasztóján, a 13 A. műút mentén, Székelyudvarhelytől 22, Csíkszeredától 30 km-re fekszik. A település tengerszint feletti magassága 875 m.
Első hivatalos írásos emlék az 1722-ből származó csonka anyakönyv. A terület már a XI-XII. században lakott hely volt. Ezt igazolja a Gyulafehérvári püspökség levéltárában lévő irat, mely szerint a község 3 aranyat és 60 tízes adót fizetett.
A következő századokban sehol sem találunk feljegyzést, azonban annyi bizonyos, hogy a 150 éves török pusztítás és a protestantizmus terjedésekor a község sok nehéz napot élt át. Fekvésénél fogva, sokszor került portyázó hadak, később az erdélyi fejedelmek átkelő vagy gyülekező csapatainak útjába, akik állandóan zaklatták, zsarolták az itteni lakosságot.[forrás?] Emiatt a fejlődésnek indult község elpusztult.
Az Istvánfy nevű plébános 1724-ből származó Monográfiája leírja, hogy a falut Bocskai István telepíti vissza (1604): főleg Csíkból, Gyergyóból, Háromszékről hoz családokat. A község legelső kápolnája 1710-ben épült, amiről állítólag nevét is kapta, helyében 1797-ben épült a mai templom. 1721 május 13-án XII. Kelemen pápa a Kápolnásfalvi kápolna (templom) javára búcsút engedélyez Szent Péter és Szent Pál tiszteletére. 1844-45-ben építette a község a temetői kis kápolnát a Szentkereszt felmagasztalására, ezt a napot máig is ünneplik.

## Nevének eredete
Nevét a falu keleti határában 870 m magasan álló, 1710-ben épített kápolnáról kapta.

## Története
1567-ben Másijk Olahfalu néven említik. Neve a törzskönyvezésig Kisoláhfalu volt, 1876 előtt Oláhfalu város részét képezte a későbbi Szentegyházasfaluval együtt. A falu a Csíkszereda-Székelyudvarhely műúttól a hegyek lábáig nyúlik fel, lakói nagyrészt fakitermelésből, fakereskedelemből élnek. 1968-ig ide tartozott Homoródfürdő területe. A Hargita Kereszthegynek nevezett csúcsán 1622-ben Szent Péter és Pál tiszteletére szentelt kápolna állott, melynek alapjait Orbán Balázs megtalálta. 1910-ben 1877 lakosa volt. 1992-ben 2119 lakosából 2114 magyar és 5 román volt.

## Látnivalók
- Római katolikus temploma 1797 és 1800 között épült.

## Híres emberek
- Itt született 1927. december 30-án Lőrincz Ernő magyar munkajogász és magyar jogtörténész.
- Itt született 1942. július 1-én Kovácsné József Magda magyar nyelvész, újságíró, szerkesztő.